# Mokrý
Mokrý je vesnice patřící k obci Všeň v okrese Semily. Přiléhá ze západní strany ke Všeni. Je zde evidováno 34 adres. Trvale zde žije 47 obyvatel.
Mokrý leží v katastrálním území Všeň o výměře 5,6 km2.

## Historie

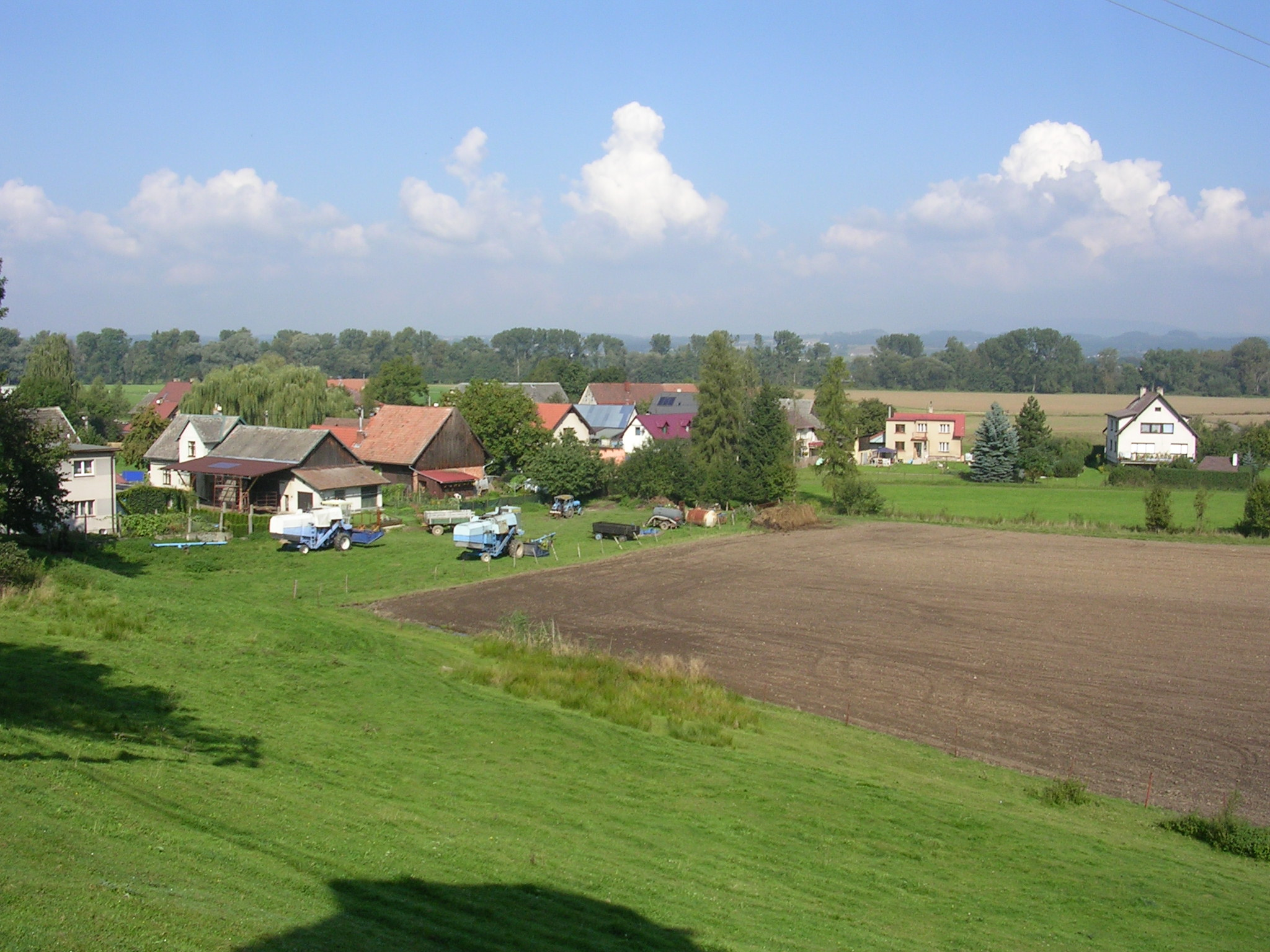
Pohled od trafostanice na hranici se Všení

Za nejstarší zmínku o Mokrém, původně zemědělské vesnici, je považován výčet vesnic zkonfiskovaných Adamovi z Vartmberka roku 1547. Po vpádu Švédů pod vedením Banéra (kolem roku 1640) byly všechny tři usedlosti v Mokrém uváděny jako pusté. Z Mokrého pocházel významný český obrozenec František Jan Tomsa, narodil se 4. října 1751 v Hamrech u Turnova, odkud pocházela jeho matka, a ještě v den narození byl převezen domů do Mokrého č. p. 7 a pokřtěn na Všeni. V roce 1903 čítal Mokrý 121 obyvatel a 22 domů, jako živnostníci jsou uváděni košíkář a obuvník Špetlíkovi, krejčí Bulíř a švadlena Bártová, mezi většími rolníky byl uváděn Václav Jíra z č. p. 5 s 18 hektary.

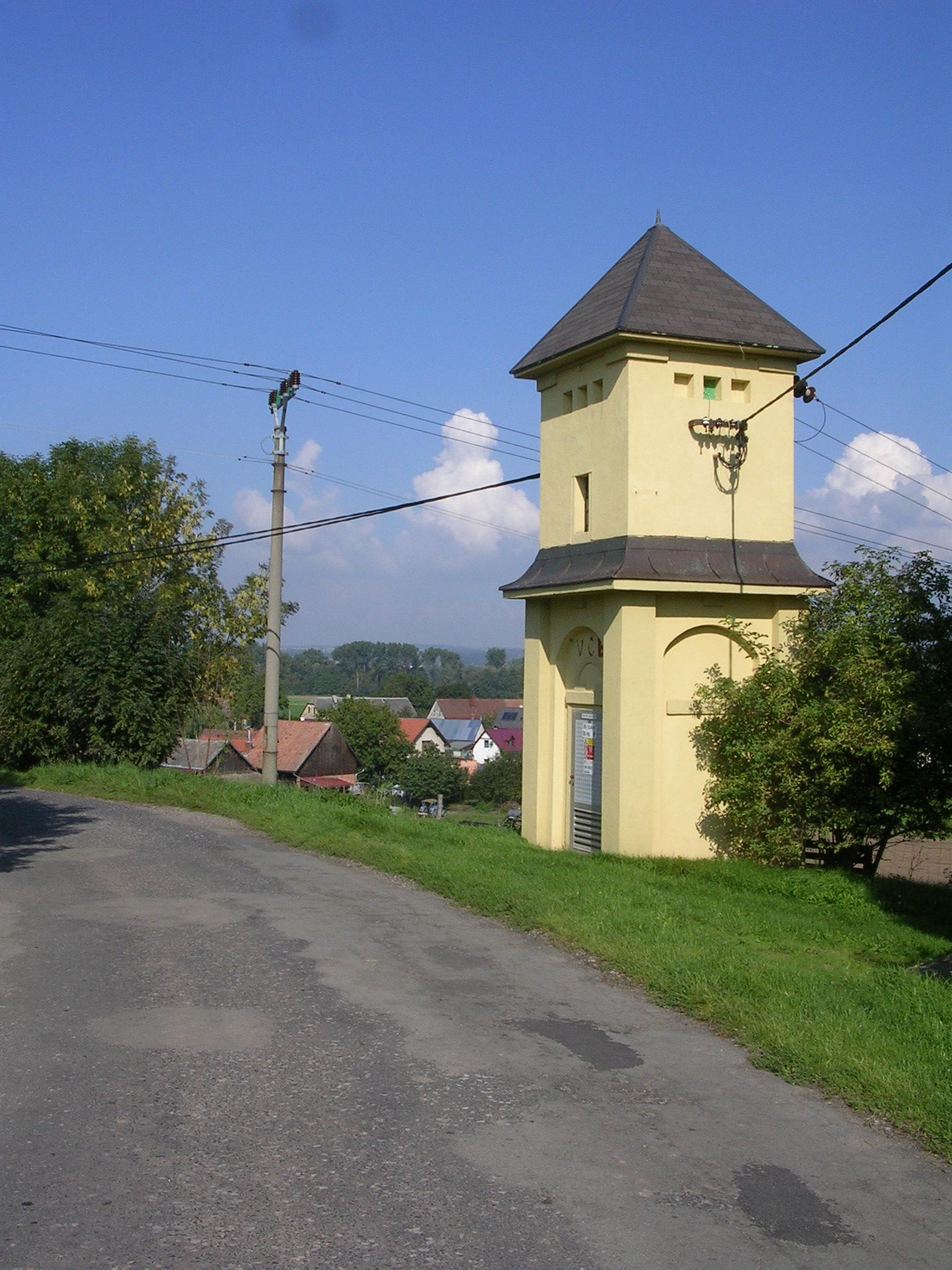
Trafostanice mezi Mokrým a Všení

Mezi památkami a zajímavostmi je jmenována původní barokní brána bývalé usedlosti č. p. 12 a historický kříž od lidového umělce na návsi. Na komíně bývalé družstevní mlékárny z roku 1901, kde dnes působí expedice nakladatelství učebnic Alter, navazujícího na odkaz Františka Jana Tomsy, se nachází hnízdo čápa bílého, údajně jediné trvalé hnízdiště v okrese Semily.

## Doprava

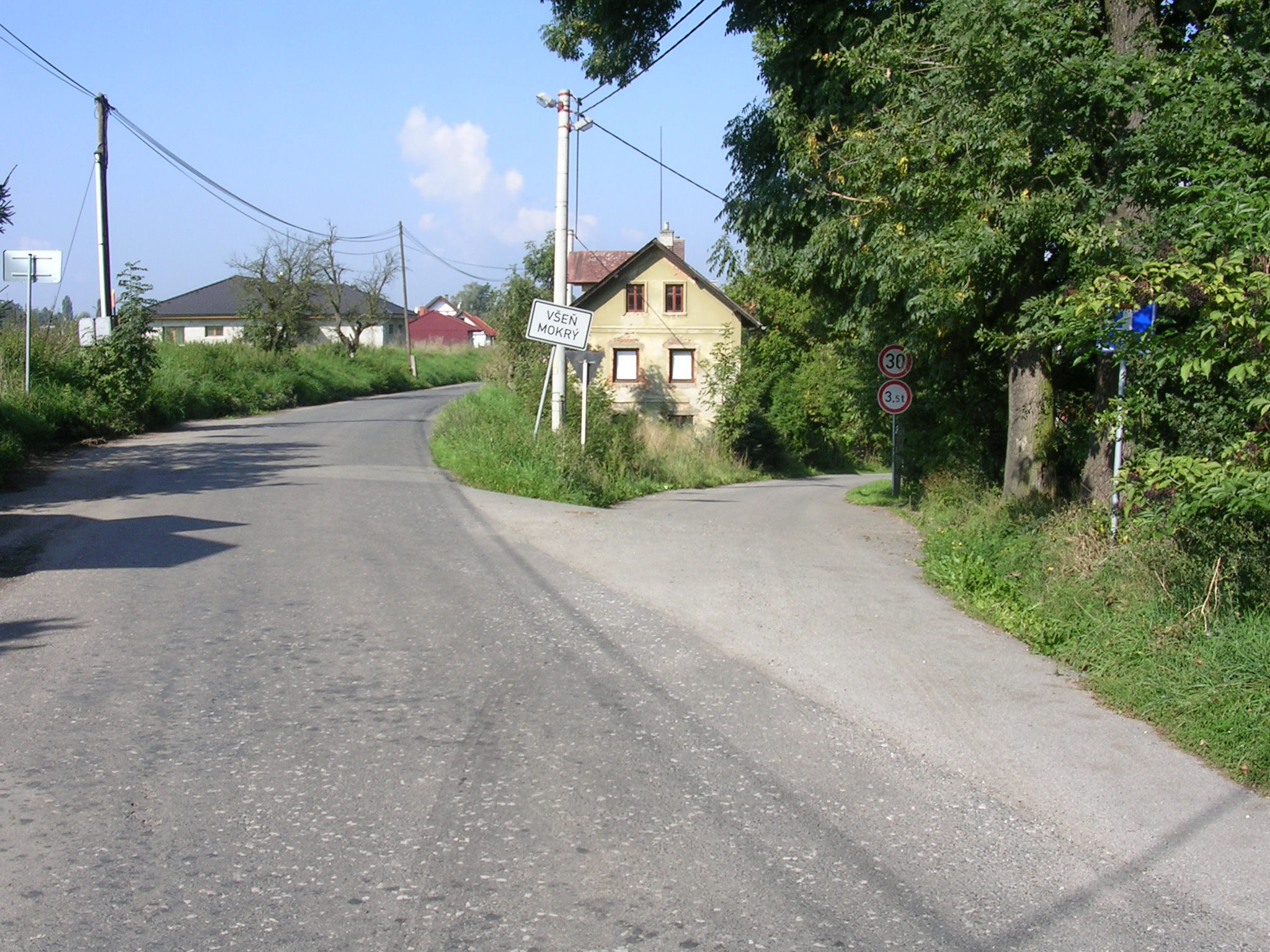
Odbočka ze silnice III/27920 směrem k centru vsi

Horní částí Mokrého (jeho jižním okrajem) prochází silnice III/27920 spojující Všeň a Doubravu. U odbočky místní komunikace k návsi, u hranice Všeně a Mokrého, je autobusová zastávka „Všeň, Mokrý“: zajíždějí sem pouze v pracovní dny mimo prázdniny ranní a odpolední spoj spojující Ploukonice se Všení a Turnovem (linka 670109). Více spojů jezdí v pracovní dny na turnovsko-vyskeřské lince přes sousední Všeň.
V 90. letech či později byla z Příšovic přes Ploukonice a Mokrý na Všeň vyznačena žlutá pěší turistická trasa č. 7318 a cyklistická trasa č. 3048. V Mokrém se odděluje k severu zeleně značená cyklotrasa č. 4012, která vede kolem Přepeří a Jizery k Turnovu.

## Pamětihodnosti
- Brána u čp. 12